# Неслихан Аджу
Неслихан Аджу (на турски: Neslihan Acu) е турска журналистка и писателка на произведения в жанра драма и любовен роман.

## Биография и творчество
Неслихан Аджу е родена през 1960 г. в Истанбул, Турция. Завършва през 1982 г. индустриален инженеринг в Босфорския университет. Започва да пише докато е студентка в университета, а нейни статии и преводи са публикувани в някои литературни и преводни списания. След дипломирането си работи дълго като инженер и в текстилния маркетинг. Заедно с работа си продължава да преследва мечтата си да пише и накрая напуска работата си и се посвещава на писателската си кариера. В периода 2003-2009 г. работи като интервюиращ за списанието „İzmir Life“. От 2008 г. пише статии и периодични рецензии на книги и филми. През 2011 г. подготвя и представя културно-художествена програма по TV 8 и е домакин на много писатели.
Първият ѝ роман „Кой уби Мелтем К.?“ е издаден през 2004 г.
Неслихан Аджу живее със семейството си в Измир. Тя колекционира комикси и е страстна почитателка на киното и джаза.

## Произведения

### Самостоятелни романи
- Meltem K.yı Kim Öldürdü? (2004)
Кой уби Мелтем К.?, изд. „ЖАР – Жанет Аргирова“ (2017), прев. Даниела Трифонова
- Kadından Donkişot Olmaz (2004)
От жената Дон Кихот не става, изд. „ЖАР – Жанет Аргирова“ (2012), прев. Даниела Трифонова
- Ne Güzel Bir Hiçlikti Aşk (2006)
Какво красиво нищо беше любовта, изд. „ЖАР – Жанет Аргирова“ (2012), прев. Даниела Трифонова
- Kuzgunun Şarkısı (2007)
Песента на гарвана, изд. „ЖАР – Жанет Аргирова“ (2017), прев. Даниела Трифонова
- Artık ayrılsak diyorum (2010)
Време е да се разделим, изд. „ЖАР – Жанет Аргирова“ (2014), прев. Даниела Трифонова
- İyi Tanrının Çocukları (2015)
- Z Yalnızlığı (2016)